# Mario Fubini
Mario Fubini (Torino, 18 marzo 1900 – Torino, 29 giugno 1977) è stato un critico letterario italiano.

## Biografia
Si laureò a Torino nel 1921 discutendo una tesi di letteratura francese e insegnò lettere italiane e latine al Liceo classico di Carmagnola e al Liceo classico Cavour di Torino. Nel 1929 ottenne la libera docenza in Letteratura italiana presso l'Università degli Studi di Torino e dal 1934 al 1937 venne incaricato con lo stesso insegnamento alla Facoltà di Magistero di Firenze. Vinse poi la cattedra all'Università degli Studi di Palermo.
A causa delle leggi razziali del 1938 dovette lasciare la cattedra di Palermo, ma riuscì a pubblicare articoli con l'aiuto dell'amico Luigi Vigliani. Dopo lo sfollamento a Vico Canavese gli riuscì di venir accettato come "rifugiato" in Svizzera, dove insieme ad altri professori universitari "rifugiati internati" partecipò all'organizzazione di corsi per universitari "rifugiati".
Dopo la guerra insegnò all'Università degli Studi di Trieste, e alla Bocconi di Milano. Dal 1958 al 1965 alla "Universitas Studiorum Mediolanensis" (la Statale) di Milano (tra i suoi assistenti lo scrittore e critico Sergio Antonielli). Nel 1965 ottenne la cattedra di "Critica letteraria" alla Scuola Normale Superiore di Pisa. Nel 1953 divenne socio dell'Accademia dei Lincei e direttore responsabile del Giornale storico della letteratura italiana. Collaborò a numerose riviste italiane, come Belfagor e Il Ponte.
Diresse la collana "Classici italiani" della UTET e fu presidente del Comitato Nazionale per la pubblicazione delle Opere di Ugo Foscolo.
Formatosi alla scuola di Croce, possedette sempre una forte impronta storicistica e seppe integrare il suo metodo con gli strumenti della stilistica (cfr. Critica e poesia). La critica si configura, per il Fubini, come una doppia esplorazione: «dal cerchio al centro e dal centro al cerchio», come una indagine che miri ad una interpretazione centrale di ogni autore studiato, valendosi volta per volta dell'accertamento filologico e di quello stilistico, ma assegnando a tali ricorsi una funzione puramente strumentale.
Fra i suoi studi si ricordano in particolare quelli su Foscolo, Alfieri, Giambattista Vico (cfr. Stile e umanità di Giambattista Vico) e sul romanticismo italiano.
Con Ettore Bonora, diresse la Antologia della critica letteraria in 4 volumi (Torino: Petrini, 1952-1960 e edizioni successive) e l'Antologia della critica dantesca (ivi, 1966 e ed. successive).

## Opere

### Studi
- Alfred de Vigny: saggio critico, Laterza, Bari 1922
- Jean Racine e la critica delle sue tragedie, Società Tipografica Editrice Nazionale, Torino 1925
- Ugo Foscolo: saggi, studi, note, Ribet, Torino 1928; riveduto e corretto diviene Ugo Foscolo, La Nuova Italia, Firenze 1962; 1967²
- Studi sulla critica letteraria nel Settecento, Civiltà moderna, Firenze 1934
- Vittorio Alfieri. Il pensiero, la tragedia, Sansoni, Firenze 1937; 1953²
- Stile e umanità di Giambattista Vico, Laterza, Bari 1946; Ricciardi, Milano-Napoli, 1965²
- Dal Muratori al Baretti. Studi sulla critica e sulla cultura del Settecento, Macrì, Bari, 1946; Laterza, Bari 1975²
- Lettura dell'Ortis, Marzorati, Milano 1947
- Stile, linguaggio, poesia: considerazioni sulla critica letteraria, Marzorati, Milano 1948
- Lettura della poesia foscoliana, Marzorati, Milano 1949
- Foscolo minore, Tumminelli, Roma 1949
- Due studi danteschi, Sansoni, Firenze 1951
- Ritratto dell'Alfieri e altri studi alfieriani, La nuova Italia, Firenze 1951; 1967²
- Dall'Arcadia al Parini. Lezioni raccolte, Malfasi, Milano 1952
- Il Parini e il Giorno, Malfasi, Milano 1952
- Romanticismo italiano: saggi di storia della critica e della letteratura Laterza, Bari, 1953; 1960²
- Lettura della poesia foscoliana, Marzorati, Milano 1954
- Critica e poesia: saggi e discorsi di teoria letteraria, Laterza, Bari 1956, 1966²; Bonacci, Roma 19733
- Studi sulla letteratura del Rinascimento, Sansoni, Firenze 1958; La nuova Italia, Firenze 1971²
- Metrica e poesia: lezioni sulle forme metriche italiane, Feltrinelli, Milano 1962; 1970²
- Ortis e Didimo: ricerche e interpretazioni foscoliane, Feltrinelli, Milano 1963
- Il peccato di Ulisse e altri scritti danteschi, Ricciardi, Milano-Napoli 1966
- Saggi e ricordi, Ricciardi, Milano-Napoli 1971
- Tre note manzoniane, Loescher, Firenze 1977
- Foscolo, Leopardi e altre pagine di critica e di gusto, Scuola normale superiore, Pisa 1992
- Lezioni inedite sull'ottava, Edizioni della Normale, Pisa, 2016

### Curatele
- Molière, Il borghese gentiluomo, 1924
- Ugo Foscolo, Saggi letterari, 1926
- Giacomo Leopardi, Canti, 1930, 1974² (con Emilio Bigi)
- Giacomo Leopardi, Operette morali, seguite da una scelta dei Pensieri, 1933; 1948²
- Ugo Foscolo, Prose varie d'arte, 1936
- Giovanni Boccaccio, Il Decamerone, 1950
- Carlo Cattaneo, Scritti critici, 1954
- Letture italiane e straniere (antologia scolastica), 1956
- La cultura illuministica in Italia, 1957
- Francesco De Sanctis, Storia della letteratura italiana, 1959
- Lirici del Settecento, 1959 (con Bruno Maier)
- Antologia della critica letteraria, 1952-1960 (con Ettore Bonora)
- Giuseppe Parini, Il Giorno, le Odi e poesie varie, 1963
- Giambattista Vico, Autobiografia, 1965
- Antologia della critica dantesca, 1966 (con Ettore Bonora)
- Torquato Tasso, Aminta, 1967
- Pietro Metastasio, Opere, 1968
- Giosuè Carducci, Poesie e prose scelte 1968 (con Remo Ceserani)
- Vittorio Alfieri, Opere (con Arnaldo Di Benedetto), 1977
- Francesco Guicciardini, Ricordi, 1977